# Johannes Henricus van der Palm

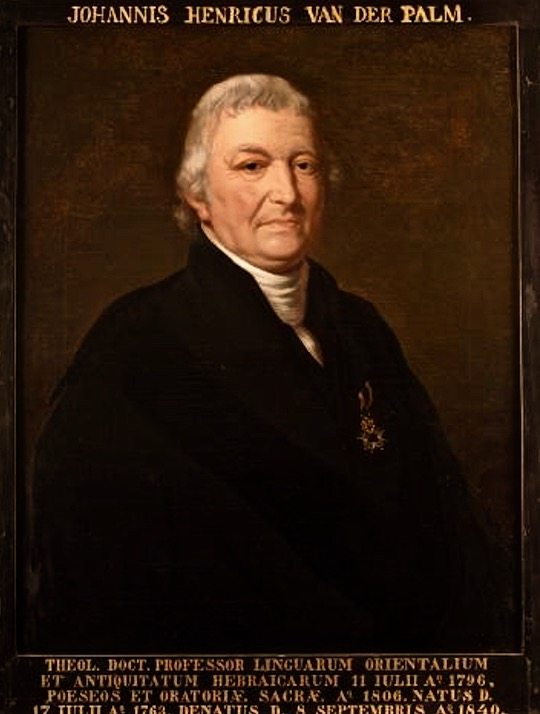
Johannes Henricus van der Palm

Johannes Henricus van der Palm auch: Johan Hendrik van der Palm (* 17. Juli 1763 in Rotterdam; † 8. September 1840 in Leiden) war ein niederländischer Dichter, reformierter Theologe, Politiker und Orientalist.

## Leben
Johannes Henricus war der Sohn des Dichters und Internatsleiters Cornelius van der Palm (1730–1789) und dessen Frau Machteld van Tonsbergen. Nach anfänglicher Ausbildung im Internat seines Vaters besuchte er ab 1774 das Erasmusgymnasium in Rotterdam, wo er die Abschiedsrede De eo quod optandum est ex sententia Juvenalis sive de sana mente in corpore sano hielt. Danach immatrikulierte er sich am 19. September 1778 an der Universität Leiden. Hier besuchte er anfänglich die Vorlesungen von Lodewijk Caspar Valckenaer, David Ruhnken, Hendrik Albert Schultens, Friedrich Wilhelm Pestel, später auch jene von Ewald Hollebeek, Aegidius Gillissen, Hermannus Scholten, Broërius Broes und Petrus Rietveld (1739–1784). Nachdem er in Leiden unter Schultens die Abhandlung Ecclesiastes philologice et critice illustratus verteidigt hatte, verließ er am 31. Januar 1784 die Bildungseinrichtung.
Van der Palm, der sich bereits an seinem Geburtsort als Dichter betätigt hatte, wurde in Leiden Mitglied des Kreises um den berühmten niederländischen Dichter Jacobus Bellamy. So trat er am 28. November 1781 der Literaturgesellschaft Kunst durch Arbeit (niederländisch: Literair Genootschap Kunst wordt door arbeid verkregen) und 1784 der Den Haager Dichtergesellschaft Künstlerzeit spart keinen Fleiß (niederländisch: Kunstliefde spaart geen Vlijt) bei. In jener Zeit entstand unter anderem sein Gedicht De verheerlijking van Christus op den berg (frei deutsch übersetzt: Die Verherrlichung Christi auf dem Berg) und er entwickelte sich zu einem glühenden Anhänger der patriotischen Bewegung. In seiner späteren Laufbahn schuf er noch mehrere poetische Werke, welche sich in verschiedenen Publikationen seiner Zeit finden lassen.
Nach bestandenen theologischen Examen wurde er am 1. November 1784 Kandidat des Pfarramtes, wurde am 13. Dezember desselben Jahres als Pfarrer nach Maartensdijk berufen und trat das Amt am 28. März 1785 an. Als die Preußen zugunsten der Oranier 1787 in die Batavische Republik militärisch intervenierten, musste er zu seinem Schwager fliehen und konnte am 12. März 1788 seine Emeritierung aus dem Pfarrdienst erwirken. Am 1. Januar 1789 fand er als Hauspfarrer der Familie des Johan Adriaan van de Perre (1738–1790) und als Sekretär der Bibliothek in Middelburg eine neue Stelle, welche seinen Lebensunterhalt zunächst sicherstellte. In Middelburg trat er als Mitglied zudem 1792 der naturkundigen Gesellschaft bei. Nachdem er 1794 keine Tätigkeit mehr fand, beteiligte er sich an den Ereignissen der neuen Batavischen Republik vom Januar 1795. Hierbei setzte er sich mit an die Spitze der revolutionären Bewegung in Walcheren, wurde am 28. Mai 1795 Rat der provisorischen Verwaltung von Zeeland und am 27. August 1795 Abgeordneter der Generalstaaten der niederländischen Provinzen.
Am 1. Dezember 1795 wurde er von den Kuratoren der Universität Leiden an den philosophischen Lehrstuhl als Professor der orientalischen Sprachen und hebräischen Altertümer berufen, welche Aufgabe er am 11. Juni 1796 mit der Rede De literis hebraïcis exornandis antrat. Hier war er 1798/99 zum Rektor der Alma Mater gewählt worden, wobei er bei der Niederlegung des Amtes die Rede De Mohammede, religionis islamiticae et imperii saracenici conditore hielt. 1799 wurde er zudem Mitglied der batavischen Gesellschaft für experimentelle Philosophie in Rotterdam (niederländisch: Bataafsch Genootschap der Proefondervindelijke Wijsbegeerte), der holländischen Gesellschaft der Wissenschaften in Haarlem (niederländisch: Hollandsche Maatschappij der Wetenschappen) und der Gesellschaft zur Förderung der experimentellen Philosophie in Den Haag (niederländisch: Gezelschap ter Beoeffening der proefondervindelijke Wijsbegeerte in ’s Hage). Am 13. April 1799 legte er seine Professur nieder, da er am 1. Mai 1799 Minister für Bildung der Batavischen Republik wurde. In letzterer Eigenschaft setzte er sich für eine Vereinheitlichung der niederländischen Rechtschreibung ein, indem er Matthijs Siegenbeek beauftragte diese auszuarbeiten. Nachdem er auch vom 2. Oktober bis 8. Dezember 1801 vorübergehender Wirtschaftsminister gewesen war, wurde er vom 3. Dezember 1801 bis zum 1. Mai 1805 Rat des Inneren in den Niederlanden. Als 1805 die Niederlande eine neue Verfassung erhalten hatte, verlor er seine Titel und arbeitete noch in einigen Kommissionen mit.
Am 1. Februar 1806 wurde er per königlichen Beschluss Professor der theologischen Poetik und Rhetorik an der Universität Leiden ernannt, welches Amt er am 20. September 1806 mit der Rede De Oratore sacro Literarum divinarum übernahm. In Leiden ernannte man ihn 1807 zum Akademieprediger, welche Aufgabe er bis zum 13. März 1836 versah. Zudem wurde ihm in Leiden am 16. März 1808 die Professur der orientalischen Sprachen und Altertümer übertragen, welche am 16. Oktober 1815 per königlichen Beschluss bestätigt wurde. 1801 war er Direktor der Zeeländischen Gesellschaft der Wissenschaften (niederländisch: Zeeuwsch Genootschap der Wetenschappen) und am 4. Mai 1808 Mitglied des Königlichen Instituts der Wissenschaften (zweiter Klasse). Zudem wurden ihm einige Ehrerbietungen zuteil. Am 10. Januar 1812 erhielt er vom Senat der Leidener Hochschule die theologische Ehrendoktorwürde, am 19. April 1808 wurde er Ritter des königlichen Unionsordens und am 7. März 1812 Ritter des kaiserlichen Reunionsordens. 1818/19 war er ein zweites Mal Rektor der Alma Mater, welche Aufgabe er mit der Rede de imperatore Ali, Abu Taleb i filio, Saracenorum principum maximo niederlegte. 1818 begann er seine Übersetzung der Bibel, welche 1830 erschien und als Palmbijbel bekannt geworden ist. 1833 wurde er aus seiner Professur emeritiert, jedoch hielt er noch bis 1838 Vorlesungen. Nach seinem Tod wurde er am 13. September 1840 in Katwijk begraben.

## Familie
Am 14. November 1786 verheiratete sich van der Palm mit Alida Bussingh (* 11. April 1766 in Maartensdijk; † 18. Januar 1835 in Vlaardingen), die Tochter des Pfarrers in Delfshaven Johannes Wilhelmus Bussingh (* 15. Januar 1727 in Emmerik; † 13. Mai 1782 in Delfshaven) und dessen Frau Elisabeth van der Linden (* 27. September 1735 in Vlaaringen; † 1. April 1783 in Delfshaven). Aus der Ehe stammen einige Kinder, von diesen ist bekannt:
- Sohn NN (* 4. Mai 1789, † jung)
- Cornelia Mathilde van der Palm (* 11. April 1790 in Middelburg; † 8. Dezember 1859 in Schiedam) verheiratet 9. September 1814 in Leiden mit Pieter Loopuyt (* 3. Juli 1791 in Schiedam; † 5. Juni 1872 ebd.)
- Jacoba Elisabeth van der Palm (* 23. Oktober 1791 in Middelburg; † 25. Dezember 1857 in Alkmaar) verh. 2. Mai 1816 mit Dirk van Foreest (* 14. August 1792 in Alkmaar; † 17. April 1833 ebd.)
- Elisabeth Henriette van der Palm (* 21. Februar 1794; † 26. Juni 1836)
- Sohn NN. (* 8. November 1797, † ungetauft Dezember 1797)
- Jan Willhelm van der Palm (* 28. November 1798; † 12. Januar 1807 in Leiden)
- Hendrik Albert van der Palm (* 8. April 1802; † 14. November 1819)
- Adelaide Louise van der Palm (* 2. Mai 1806 in Den Haag; † 17. Februar 1875 in Arnhem) heiratete am 30. August 1827 Gilles André de la Porte (* 17. Oktober 1800 in Elst; † 21. Mai 1869 in Arnhem)
- Anna Catharina van der Palm

## Werke (Auswahl)
- Eenige liederen van David vertaald en opgehelderd. Middelburg 1791, Leiden 1815
- De vriend des volks. Middelburg 1795–1796
- Jesaias vertaald en opgehelderd. Dordrecht 1806, 3. Bde.
- Geschied- en redekunstig gedenkschrift van Nederlands herstelling in de jare 1813. Amsterdam 1816
- De Bijbel. Leiden 1818–1830 3. Bde. (Bibelübersetzung/Palmbibel)
- Bijbel voor de jeugd. Tafereelen uit de gewijde geschiedenis voor christen-huisgezinnen. Leiden 1811–1834, 24. Stück, Gouda 1859, 4. Bde.
- Salomo. Amsterdam 1808–1816, 6. Bde., Den Haag 1821–1824, 6. Bde., Leeuwarden 1834–35, 7. Bde.
- Verhandelingen, redevoeringen en losse geschriften. Amsterdam-Leeuwarden 1810–1846, 5. Bde.; Leeuwarden 1854–55, 2. Bde. (herausgegeben durch Nicolaas Beets)
- Al de leerreden. Leeuwarden 1841–1845, 16. Bde. (herausgegeben durch Nicolaas Beets)